# Rioja (tỉnh)
Tỉnh Rioja (tiếng Tây Ban Nha: Provincia de Rioja) là một tỉnh thuộc vùng San Martín của Peru. Tỉnh Rioja có diện tích 2535 km², dân số thời điểm theo điều tra dân số ngày 11 tháng 7 năm 1993 là 69787 người. Tỉnh lỵ đóng ở Rioja.